# Gazi Husrev-begova biblioteka
Gazi Husrev-begova biblioteka osnovana je 8. januara 1537.godine u Sarajevu i predstavljala je najznačajniju ustanovu osmanske kulture na Balkanu tokom celog perioda vladavine Osmanskog carstva.

## Fond Biblioteke
Fond Gazi Husrevbegove biblioteke broji oko osamdeset hiljada svezaka, knjiga, naslova časopisa i dokumenata na orijentalnim, juznoslovenskim i nekim evropskim jezicima. Periodika se sastoji od najstarijih listova štampanih u Bosni i Hercegovini, nekih sarajevskih dnevnih listova kao i gotovo svih naslova listova i časopisa na bošnjačkom jeziku koji su izlazili ili danas izlaze u Bosni i Hercegovini. Naročito je značajan autograf Letopisa sarajevskog hroničara Mula Mustafe-Bašeskije na turskom jeziku, koji obuhvata vreme od 1747. do 1804. godine.
Najstariji rukopis u Gazi Husrevbegovoj biblioteci je delo Ihjau ulumud-din, koje je napisao Ebu Hamid Muhamed el-Gazalija, umro 1111. godine, teološko-mističko djelo, prepisano 1131. godine.
Biblioteka takođe poseduje veliki broj istorijskih bosansko-hercegovačkih tekstova od naročite važnosti.